# Francis Billy Hilly
Francis Billy Hilly, född 20 juli 1948 på Ranongga, Salomonöarna, död 10 mars 2025 i Honiara, var en salomonisk politiker och affärsman. Han var Salomonöarnas premiärminister 18 juni 1993–7 november 1994.